# Station Girona
Station Girona is een spoorwegstation in de gelijknamige stad in de Spaanse regio Catalonië.

## Geschiedenis
Het station werd geopend op 3 maart 1862 met de ingebruikname van het traject Maçanet-Massanes – Girona, bedoeld om Barcelona met de Franse grens te verbinden, dat werd aangelegd door de Compañía de los Caminos de Hierro de Barcelona a Francia por Figueras. Girona werd hierdoor voorlopig het noordelijke eindpunt van de lijn en bleef dit tot de lijn in 1877 werd doorgetrokken tot Figueres.  In 1875 kwam de spoorlijn door een fusie in handen van de Compañía de los ferrocarriles de Tarragona a Barcelona y Francia (TBF). In 1878 was de hele lijn, met een spoorwijdte van 1672 mm, tussen Barcelona en de grensovergang Port Bou/Cerbère gereed. In 1889 stemde TBF in met een fusie met de machtige spoorwegmaatschappij MZA. Deze fusie bleef bestaan tot 1941, het jaar waarin het spoorwegnet in Spanje werd genationaliseerd. Daarbij verdwenen alle bestaande particuliere spoorwegmaatschappijen en werd Renfe opgericht. In 1952 werden Spanje en Portugal het eens over de Iberische spoorwijdte van 1668 mm die vervolgens werd doorgevoerd op het hoofdnet. 
Op 7 juli 1973 opende Gonzalo Fernández de la Mora, toenmalig minister van Openbare Werken, wat werd beschouwd als de eerste verhoogde spoorlijn van het Spaanse netwerk. Dit leidde tot een nieuwe spoorlijn door de stad Girona, waarbij meerdere overwegen werden opgeheven en 70.000 m² grond werd vrijgemaakt. Hiervoor moest een betonnen viaduct van meer dan twee kilometer worden gebouwd. De werkzaamheden omvatten ook de bouw van een nieuw stationsgebouw het viaduct, naar een ontwerp dat vergelijkbaar was met dat van Rome en andere gebouwen uit die tijd.
Sinds 31 december 2004 wordt de lijn geëxploiteerd door Renfe, terwijl ADIF eigenaar is van alle spoorweginfrastructuur.
In 1992 werd de eerste lijn van het Spaanse hogesnelheidsnet (AVE) geopend met een spoorwijdte van 1435 mm (normaalspoor). Dit net werd stapsgewijs uitgebreid en in het kader van de aanleg van de hogesnelheidslijn bij Girona werd besloten een nieuw ondergronds station te bouwen ter vervanging van het station uit 1973. Het plan om de sporen ondergronds te brengen is met betrekking tot het station uit 1973 vooralsnog niet uitgevoerd. Met betrekking tot de HSL werden de graafwerkzaamheden en de afwerking van de stationskuip waarin het station zich bevindt, afgerond op 1 maart 2012. De stationskuip, gelegen in het gebied van het centrale park, is 640 meter lang, 58 meter breed en 26 meter diep. De kuip is afgedekt met een plaat van 28.720 m². Het station werd uitgegraven met behulp van een tunnelboormachine. Op 8 januari 2013 werden aan de westkant van het station uit 1973 de twee ondergrondse perrons geopend aan de hogesnelheidslijn tussen Madrid en de Franse grens bij Figueres. Deze perrons hebben bovengronds een eigen stationsgebouw gekregen dat tevens toegang biedt tot een ondergronds busstation.

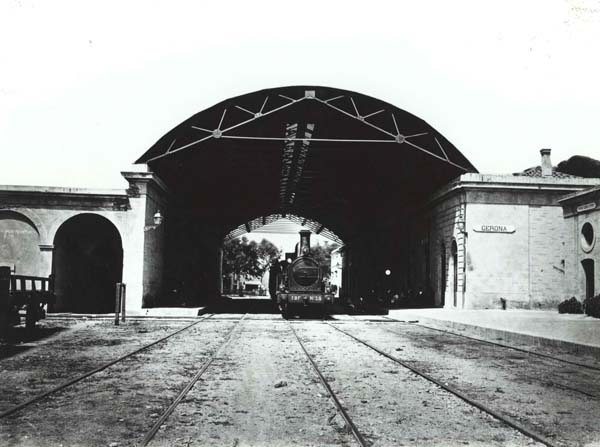
Het station in 1877
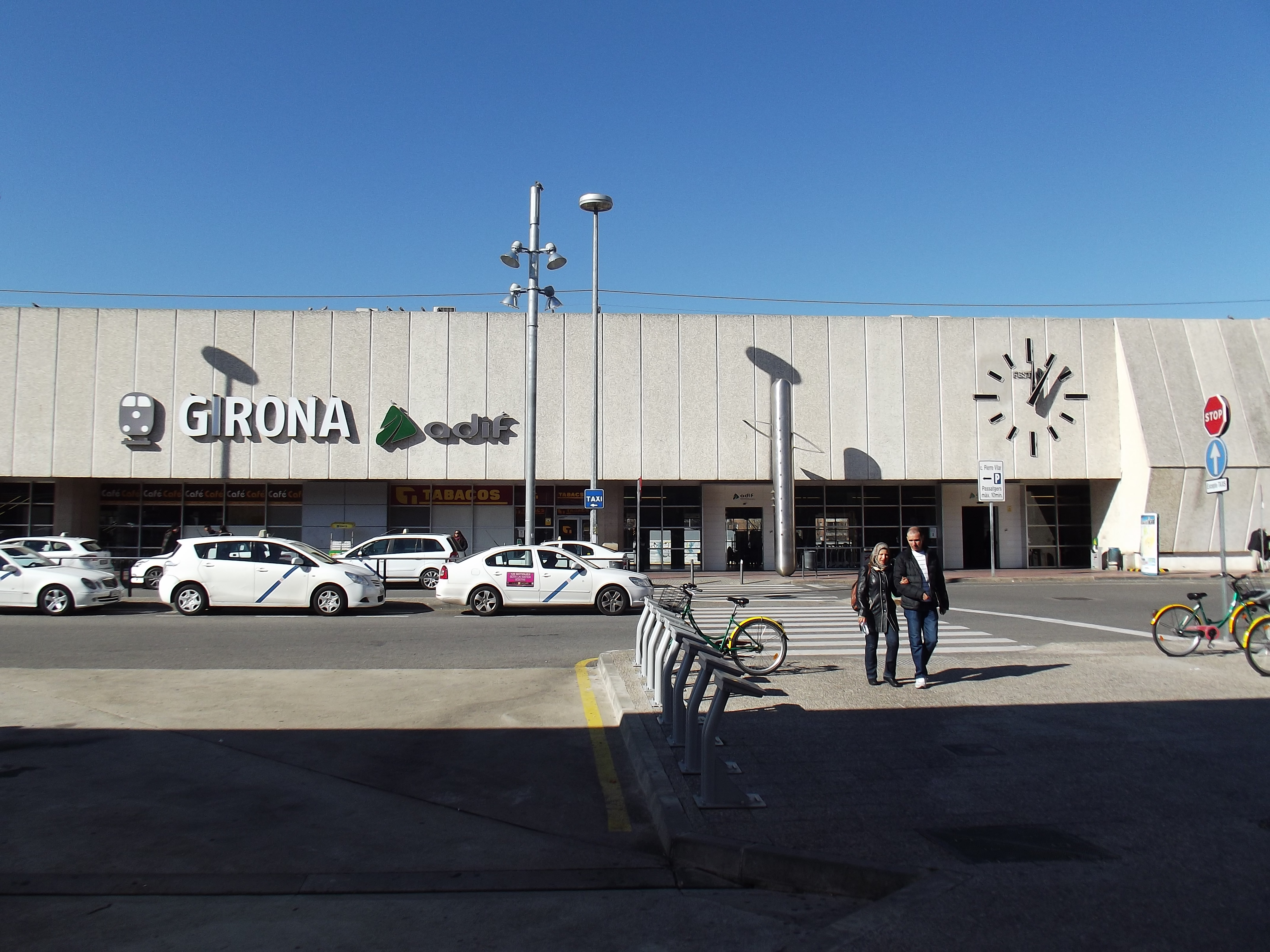
Het stationsgebouw uit 1973

## Ligging en inrichting
Het station, dat wordt beheerd door Adif, ligt aan de Plaça Espanya in Girona. Het bestaat uit een ondergronds deel van de hogesnelheidslijn met langeafstandsdiensten en het viaductstation uit 1973 aan de lijn Barcelona-Girona-Portbou waar de treinen van lijn R11 van de regionale diensten van Rodalies de Catalunya en de voorstadslijn RG1 stoppen, die beide worden geëxploiteerd door Renfe Operadora. In 2016 telden de R11 en RG1 1.118.000 reizigers en de hogesnelheidslijn 1.045.100 reizigers. 
Het stationsgebouw onder het viaduct heeft meerdere voorzieningen en een een groot aantal winkels. De twee eilandperrons, met perrondaken, op het viaduct zijn met roltrappen, trappen en liften met de stationshal verbonden. Het derde perron, aan de stadszijde, is niet meer in gebruik en de twee kopsporen aan weerszijden van het stationsgebouw zijn sinds de opening, op 19 december 2010, van de hogesnelheidslijn Perpignan - Figueres niet meer op het spoorwegnet aangesloten. Omdat de hogesnelheidslijn bij Girona toen nog niet gereed was werd in juni 2010 ten behoeve van het goederenverkeer een derde spoorstaaf toegevoegd tussen Vilamalla en het goederenstation van Girona ongeveer 3 kilometer ten zuiden het reizigersstation. In station Girona betekende dit dat het oostelijke doorgaande spoor werd omgespoord naar normaalspoor, het andere doorgaande spoor langs het oostelijke eilandperron is geschikt voor zowel normaal- als Iberischspoor. Door de lengte van de sporen is het mogelijk dat twee goederentreinen op normaalspoor elkaar kunnen inhalen. Het toepassen van drierailig spoor op het oostelijke spoor maakte het mogelijk dat goederentreinen tussen Frankrijk en de haven van Barcelona konden rijden zonder overslag bij de grens. 
Het ondergrondse deel heeft een eigen toegangsgebouw en het was de bedoeling om ook de lijn Barcelona-Girona-Portbou ondergronds te brengen, maar dat plan is in de ijskast gezet. De tunnel voor de hogesnelheidslijn kwam er wel en kreeg eveneens twee eilandperrons, in dit geval 26 meter onder het maaiveld op niveau -4.  Ook deze zijn met trappen, liften en roltrappen verbonden met de hal in het toegangsgebouw. De tunnelmond ligt aan de noordkant bij Sarrià de Ter en aan de zuidkant bij het goederenstation. Tot 22 september 2017 waren de beide stationshallen onderling verbonden met een overdekte verbindingsgang. Het ondergrondse busstation ligt boven de HSL-tunnel ten zuiden van het toegangsgebouw. 

## Reizigersdienst
Op 15 december 2013 verloor dit station zijn verbindingen met Parijs via de Trenhotel, met Cerbère en Madrid via de Estrella-trein, en met Lorca en Montpellier via de Talgo, als gevolg van de afschaffing van deze treinen na de introductie van internationale hogesnelheidsdiensten.
In 2016 maakten 2.166.000 reizigers gebruik van de Rodalies de Catalunya-treinen (waarvan 1.118.000 instapten en 1.048.000 uitstapten), terwijl 553.700 reizigers gebruikmaakten van de AVE en 491.400 van de Avant, een treintype bedoeld voor reizen van middellange afstanden.

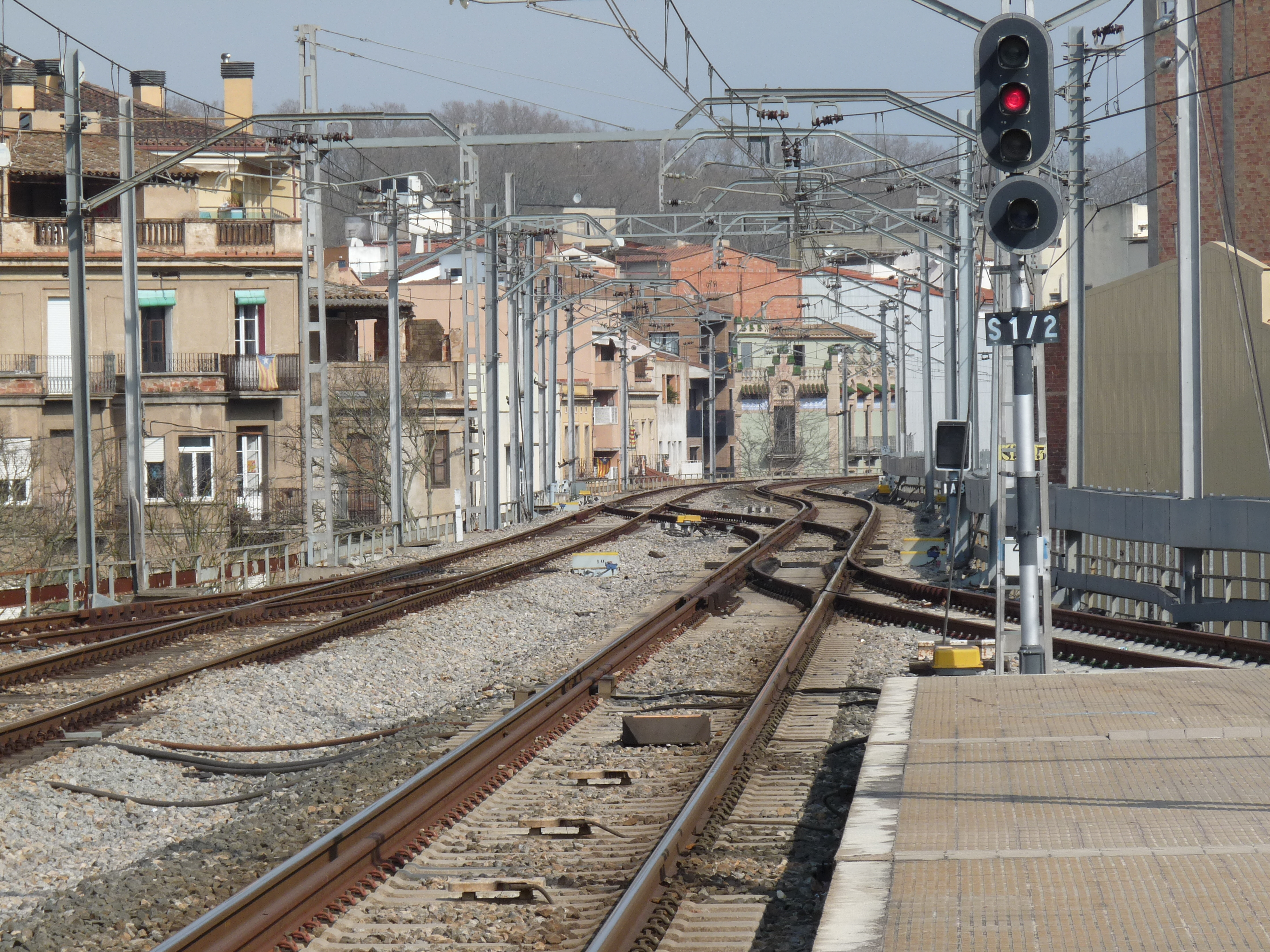
De sporen ten noorden van het station, met in het rechter spoor de extra spoorstaaf
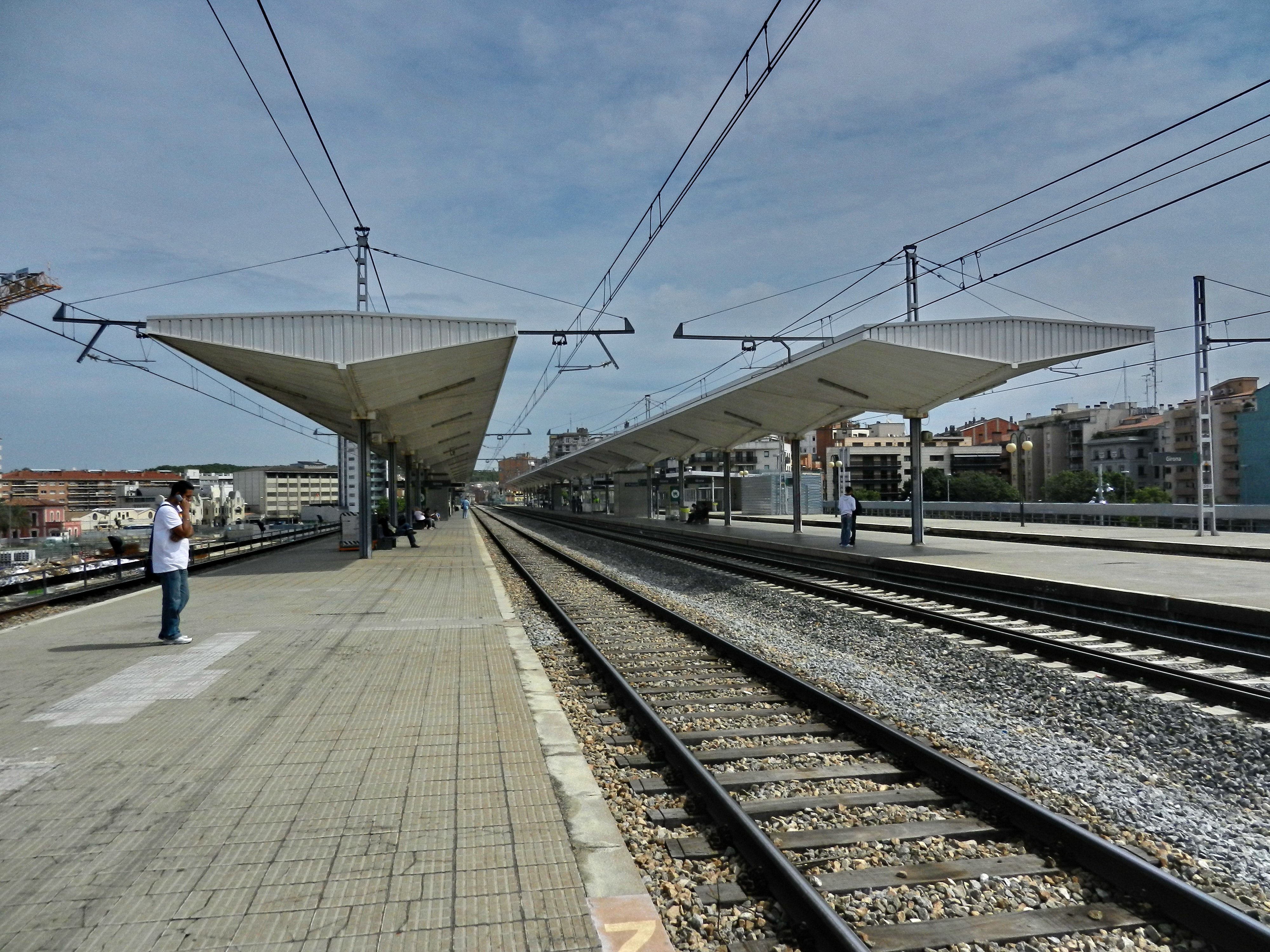
De bovengrondse sporen en perrons
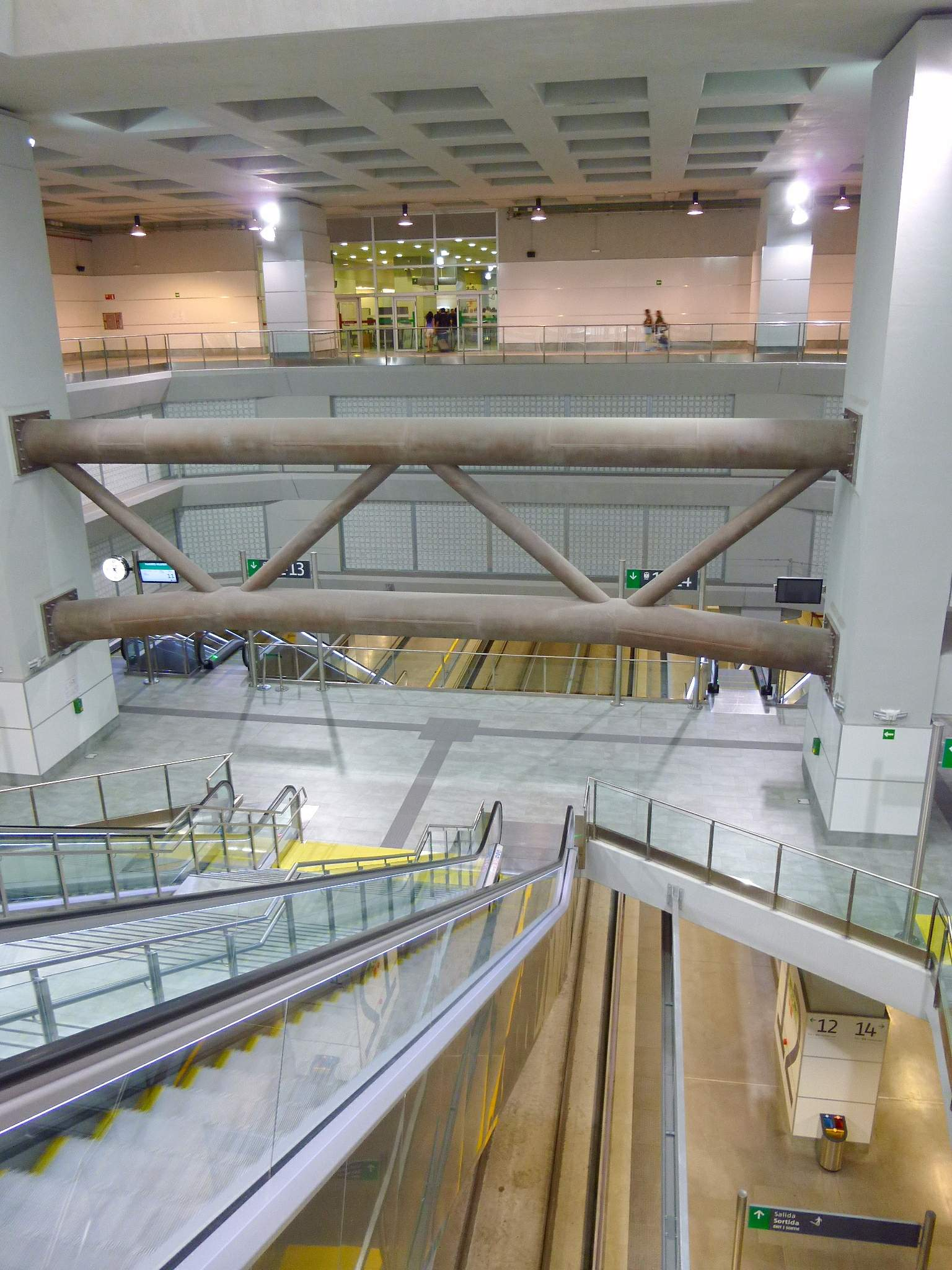
Tussen hal en perron bij de HSL